# JR
Jean René, conegut pel pseudònim JR   (París, 22 de febrer de 1983), és un artista de carrer i fotògraf francès, també és conegut com el «fotògraf clandestí». Pren fotografies en blanc i negre que després d'ampliar són enganxades en grans parets de la ciutat a la vista de tothom, ja que ell mateix va dir que «el carrer era la galeria més gran del món».
Havent començat als carrers de París, JR ha aconseguit gran reconeixement. L'any 2011 va obtenir el premi TED que també han obtingut importants figures com Bono, vocalista de la banda U2, i Bill Clinton.

## Trajectòria
JR va començar la seva carrera realitzant grafitis als carrers de París, sent amb prou feines un adolescent. Després de trobar-se accidentalment una càmera en el metro de París, ell i els seus amics van començar a documentar el seu procés en la realització d'aquests grafitis, i a l'edat de 17 anys va començar a enganxar còpies d'aquestes fotografies en les parets de la ciutat.
Preguntant-se pels límits de l'art en les parets, va començar a viatjar per Europa visitant altres persones el treball de les quals tingués a veure amb l'exposició a l'aire lliure. Després d'escoltar el que aquestes persones li van dir, JR va començar a enganxar els seus treballs ampliats en les parets i sostres de París.
Entre 2004 i 2006 va crear Retrats d'una generació, retrats de gent jove dels projectes de París que va exhibir en gran format, aquest projecte va passar de ser il·legal a ser oficial quan la Ciutat de París va posar aquestes imatges als seus edificis.
En 2007 JR va posar enormes fotos d'israelianes i palestins cara a cara en 8 ciutats diferents, abans del seu retorn a París va posar aquests retrats a la capital, amb aquest projecte JR va declarar que «els herois d'aquest projecte, van ser els qui en tots dos costats de la barrera em van permetre enganxar els retrats a les seves cases».
L'any 2008 va realitzar la gira Women Are Heroes, projecte en el qual ressalta la dignitat de la dona que usualment és blanc durant els conflictes.
El treball de JR és conegut en diverses ciutats del món on fins i tot ha realitzat grans exposicions, però segueix sent anònim, ja que no emmarca els seus enormes treballs, ja que desitja deixar espai per a la trobada entre el protagonista i l'intèrpret de les seves obres.

## Exposicions
2007
- Artcurial, París, França
- Venice Biennale, Arsenal, Itàlia
- Foam, Museu de fotografia de Ámsterdam
- Artitud, Berlín, Alemanya

2008
- Tate Modern Museum, Londres, Gran Bretanya
- Musee rath, Ginebra
- Brussel·les, Bèlgica

2009
- Els Recontres de la photographie, França
- Casa França Brasil, Rio de Janeiro, Brasil

2010
- Contemporary Art Biennal, Shanghái, Xina
- Museum of contemporary art, Sant Diego, USA
- Pop Up Gallery, Los Angeles, USA